# Big Maybelle
Mabel Louise Smith (1 de mayo de 1924-23 de enero de 1972), conocida profesionalmente como Big Maybelle, fue una cantante estadounidense de R&B. Su sencillo de 1956 "Candy" recibió el premio Grammy Hall of Fame en 1999.

## Infancia y formación musical
Nacida en Jackson, Tennessee, el 1 de mayo de 1924, Big Maybelle cantó gospel cuando era niña; en su adolescencia, había cambiado el rhythm and blues. Comenzó su carrera profesional con Dave Clark's Memphis Band en 1936, y también realizó una gira con las mujeres International Sweethearts of Rhythm. Luego se unió a la Orquesta de Christine Chatman e hizo sus primeras grabaciones con Chatman en 1944, antes de grabar con la Orquesta de Tiny Bradshaw de 1947 a 1950.
Sus primeras grabaciones en solitario, grabadas como Mabel Smith, fueron para King Records en 1947, donde fue respaldada por Oran "Hot Lips" Page; sin embargo, tuvo poco éxito inicial.

## Okeh Records
En 1952, firmó con Okeh Records, cuyo productor de discos Fred Mendelsohn le dio el nombre artístico de 'Big Maybelle' debido a su voz fuerte pero bien tonificada. Su primera grabación para Okeh, "Gabbin 'Blues", fue un éxito número 3 en la lista de R&B de Billboard, y fue seguida por "Way Back Home" y "My Country Man" en 1953.
En 1955, grabó la canción "Whole Lotta Shakin 'Goin' On", producida por el prometedor productor Quincy Jones, dos años antes de la versión del cantante de rockabilly y luego de rock and roll Jerry Lee Lewis. Lewis le dio crédito a la versión de Smith como la inspiración para hacer su versión mucho más fuerte, lasciva y estridente, con un ritmo de conducción y una sección hablada con un tono que se consideró muy subido de tono para la época.

## Savoy Records
Más éxitos siguieron a lo largo de la década de 1950, particularmente después de firmar con Savoy Records más tarde en 1955, incluido "Candy" (1956), uno de sus más vendidos.
Durante este tiempo, también apareció en el escenario del Teatro Apollo en la ciudad de Nueva York en 1957, y en el Festival de Jazz de Newport de 1958 cantó "All Night Long / I Ain't Mad at You", como se ve en la película de Bert Stern del festival Jazz on a Summer's Day, en el que también actuaron Mahalia Jackson y Dinah Washington.

## Decadencia de carrera
Después de 1959, grabó para una variedad de sellos, pero los éxitos se secaron en gran medida. Continuó actuando hasta principios de la década de 1960. Su último sencillo fue en 1967, una versión de "96 Tears" de Question Mark & the Mysterians.

## Muerte
Smith murió de coma diabético el 23 de enero de 1972 en Cleveland, Ohio. Le sobreviven su única hija, Barbara Smith, y cinco nietos.
Su último álbum, Last of Big Maybelle, fue lanzado póstumamente en 1973.

## Legado
El álbum The Okeh Sessions, lanzado con el sello Epic, ganó el W.C. Handy Award por "Álbum del año de época o reedición (EE. UU.)". En 2011, fue incluida en el Salón de la Fama del Blues.
Su versión de Whole Lotta Shakin 'Goin' On se incluyó en la banda sonora de Fallout 4 como parte de la lista de reproducción de Diamond City Radio.